# Парадокс Лефора
Парадокс Лефора  - політична концепція розроблена французьким політичним філософом Клодом Лефором. Ця концепція стверджує що у ідеологічній структурі всіх держав: капіталістичних або комуністичних, демократичних, авторитарних чи тоталітарних — міститься певний внутрішній парадокс. Зазначений парадокс полягає у тому, що між затвердженою державою ідеологією та реальними діями керівників держави існує об'єктивний неминучий розрив. Тому для того, щоб представляти структуру державного правління як легітимну і справедливу, держава змушена часто апелювати до певної «вищої цінності», що не викликає сумніву. Ця  цінність є загальноприйнятим в суспільстві ідеалом розвитку держави. Зазвичай ця мета є водночас і конкретною і досить відносною. У сучасному світі ця суспільна цінність  сприймається як певна «самоочевидна істина», зазвичай, є певним відображенням та виразом ідеалів епохи просвітництва (як приклад, ідеї про загальну рівність або соціальну справедливість).
Повністю реалізувати відповідну цінність чи ідеал держава повною мірою ніколи не зможе. На те це й ідеал, щоб постійно наближатися до ідеалу, а він в свою чергу, подібно небокраю, постійно відходить від нас на певну відстань. Ідеал неможливо досягнути, це вічна ціль, а також дороговказ який окреслює мету шляху розвитку держави в конкретний період розвитку певної держави. І сам факт практичної недосяжності ідеалу створює вірогідну небезпеку того, що громадяни з плином часу починають сумніватися — а чи дійсно керівники держави ведуть суспільство в  потрібному напрямку, або, вони лише маніпулюють красивими гаслами, а в реальності переслідують власні меркантильні інтереси, які мають нічого спільного з загальним благом народу, благом моральним і матеріальним. Хоча це відчуття може бути як вірним, так і хибним, суспільство може бути одурене популістами які можуть пообіцяти поступ у справі наближення до ідеалу функціонування суспільства, при цьому не маючи реальної можливості чи бажання досягнення декларованих цілей, або можливостей пришвидшення досягнення відповідних цілей.
Шлях до «високої цілі» виправдовує прогнозовано тимчасові труднощі і обтяження. Проте експлуатація високої цілі без доказів просування до її досягнення призводить до послаблення прихильності цілі. Також розрив між планованим і реальним підриває довіру до керівництва держави. Проте жадання цілі змін в державі залишається сталим чи навіть посилюється в разі відсутності альтернатив розвитку держави і суспільства.
Кожне суспільство має свій вектор розвитку що продиктований бажаним наближенням до політичного ідеалу в уявленні більшої частини суспільства. Проте цілі досягнення мети можуть відрізнятися в уявленні різних політичних діячів.
В той же час ця концепція віддає велику ідеологічну роль керівній особистості, бо
вона користуючись своїм унікальним становищем поза ідеологічним дискурсом (і над ним), ця панівна фігура здатна публічно здійснювати оцінку всіх ідеологічних текстів і висловлювань на предмет їх відповідності або невідповідності «об'єктивної істини»
.